# Mimosa farinosa
Mimosa farinosa är en ärtväxtart som beskrevs av August Heinrich Rudolf Grisebach. Mimosa farinosa ingår i släktet mimosor, och familjen ärtväxter. Inga underarter finns listade i Catalogue of Life.